# Rocca Isolani
Die Rocca Isolani ist eine Burg in Minerbio in der italienischen Region Emilia-Romagna, Metropolitanstadt Bologna.
Es handelt sich um eine kleine Burg, die Anfang des 14. Jahrhunderts errichtet wurde. Später wurde sie vom Condottiere Niccolò Piccinino niedergebrannt und 1438 wieder aufgebaut, wobei sie die Dimensionen einer Festung annahm. 1401 wurde der Familie Isolani von den Viscontis aus Mailand die offizielle Würde der Herren von Minerbio verliehen.
1527 wurde die Burg von den Landsknechten während ihres Marsches auf Rom teilweise niedergebrannt und Mitte des 16. Jahrhunderts als Landresidenz wieder aufgebaut.
Es wurden die originalen Friese aus mehrfarbigem Ton geborgen, auf denen der Renaissancehof abgebildet ist und die aus der Mitte des 14. Jahrhunderts stammen, wogegen von Amico Aspertini in den Jahren 1538–1542 neue Fresken zur Dekoration dreier Säle geschaffen wurden.
Auf der Rückseite der Bur gibt es ein elegantes Taubenhaus aus dem Jahre 1536, vielleicht projektiert von Giacomo Barozzi da Vignola; neben der Burg liegt die Villa Isolani, die ebenfalls Vignola zugeschrieben wird und geschaffen wurde, um Karl V. anlässlich seiner Krönung in Bologna zu beherbergen.
Neben der Burg liegt auch der Prato delle Fiere, der im Altertum als Markt und für Waffenturniere diente.

## Galeriebilder

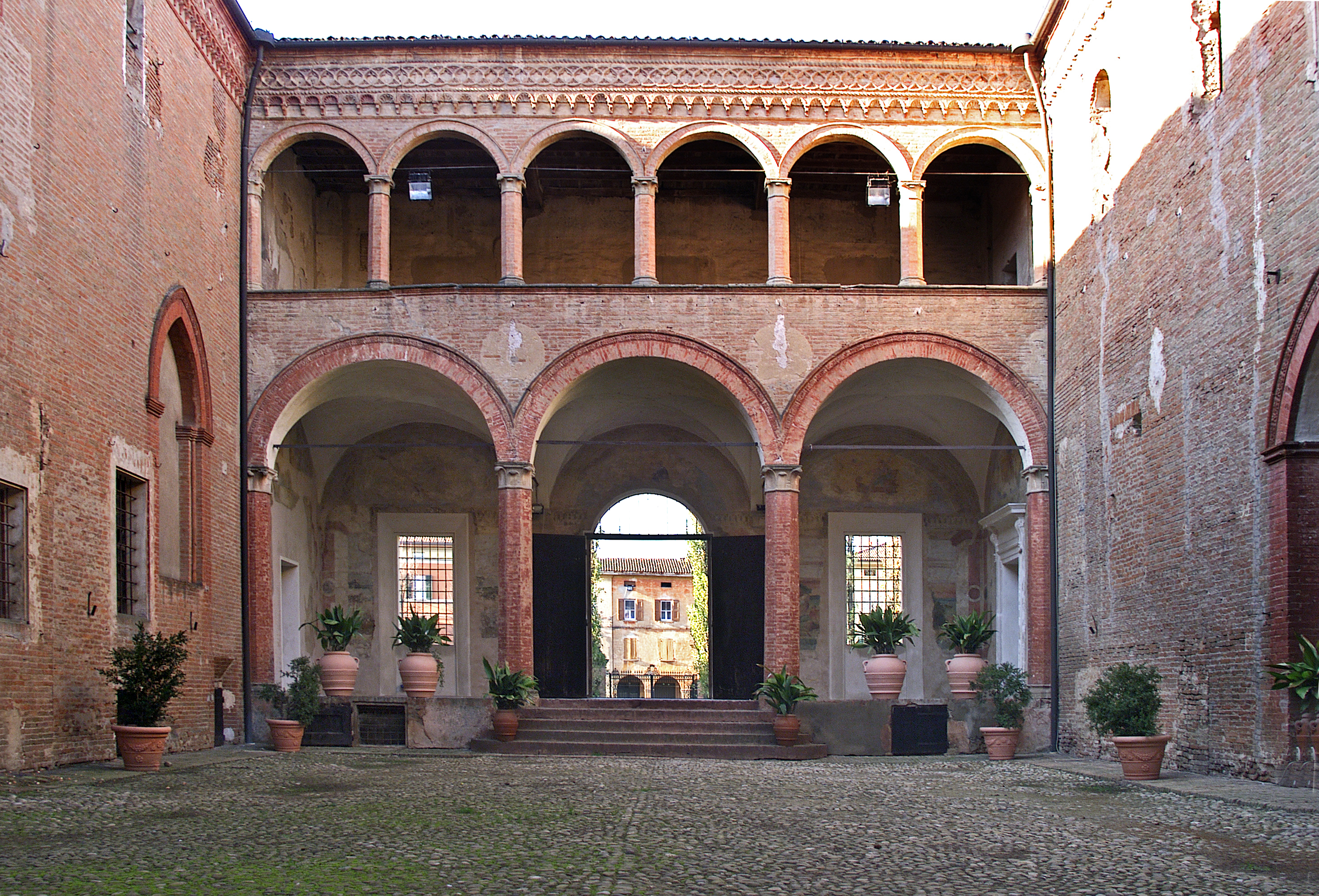
Innenhof der Rocca Isolani
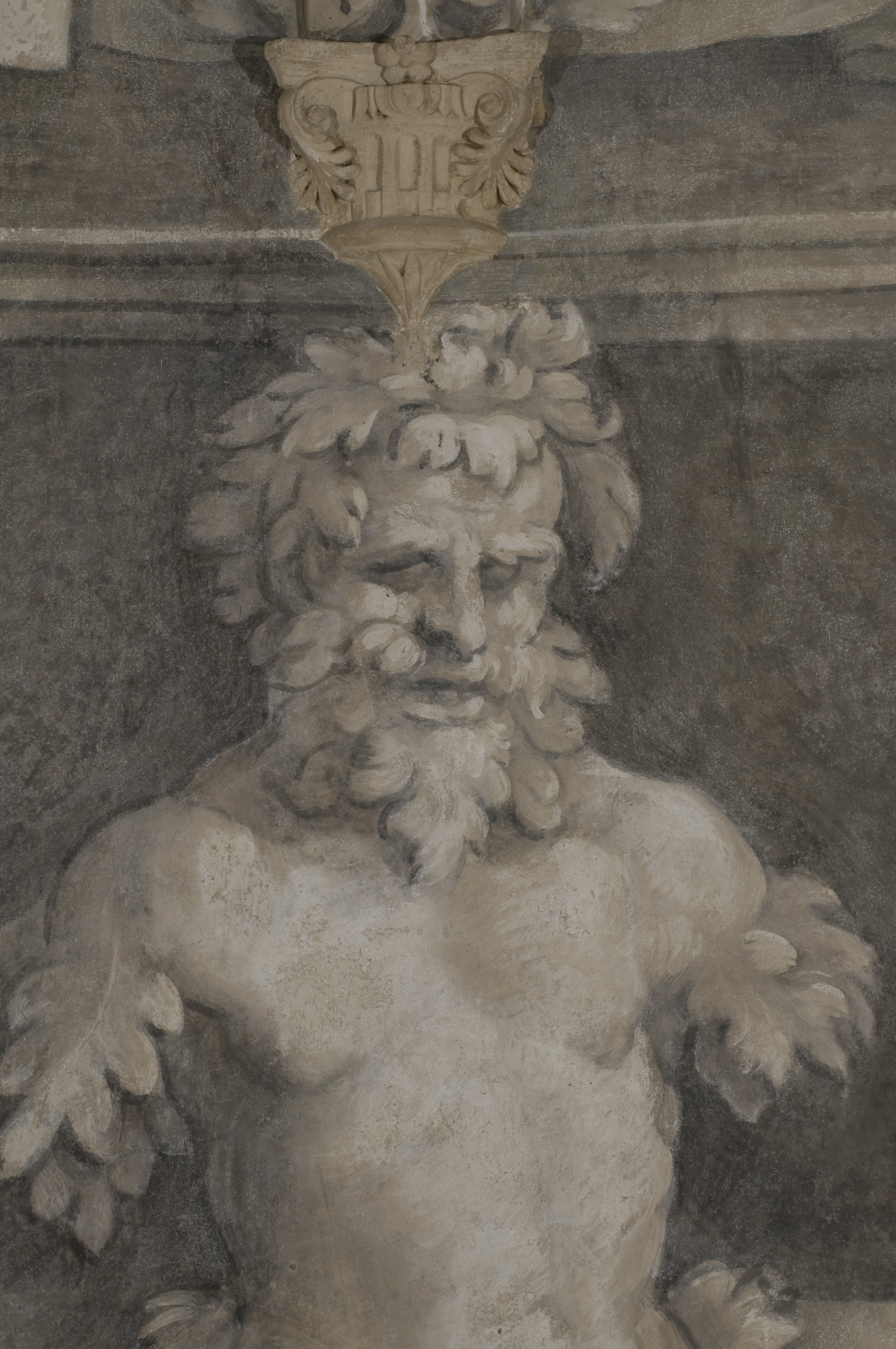
Telamon von Amico Aspertini im Marssaal
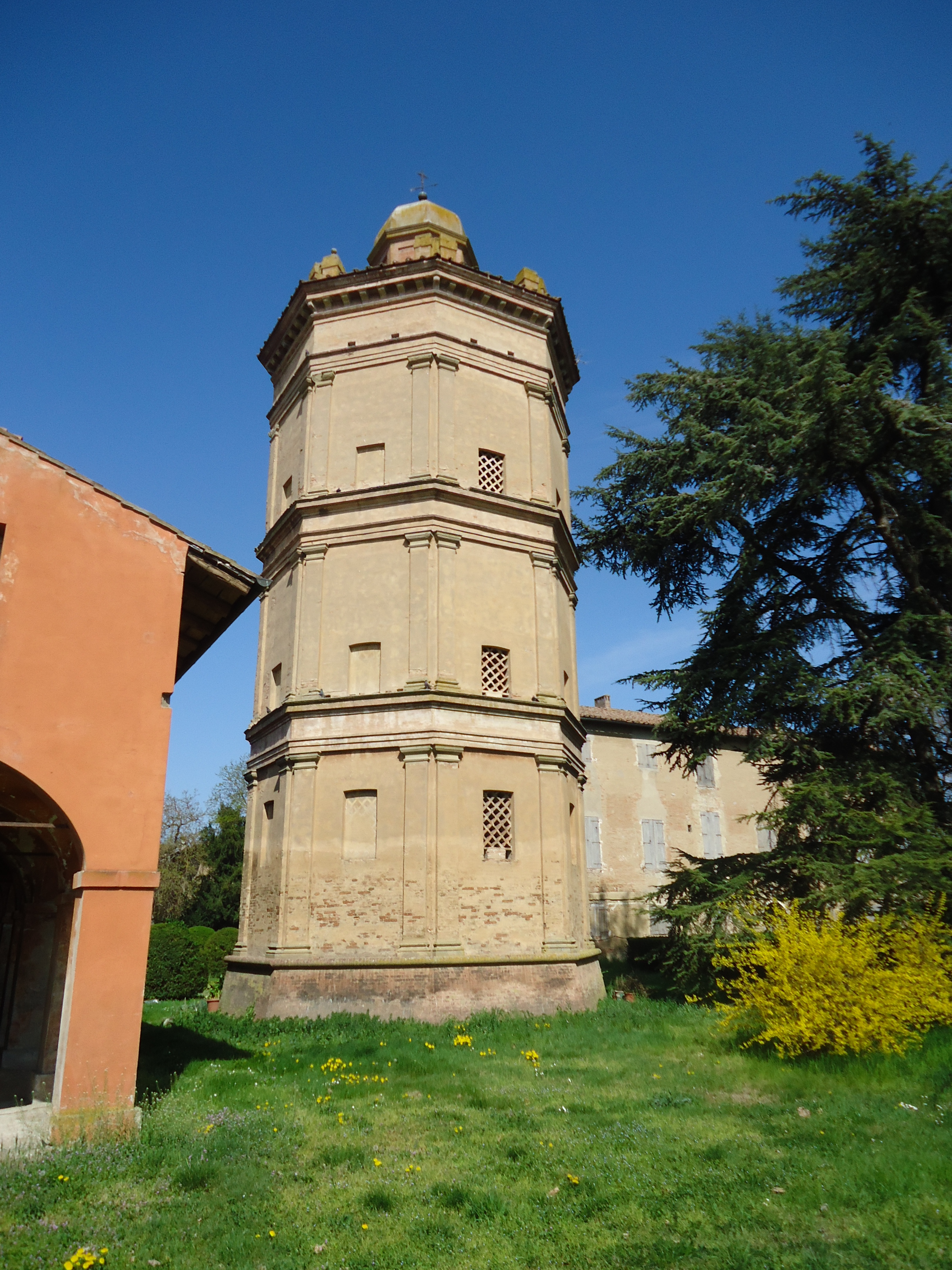
Taubenhaus